# Supplex Libellus
Der Supplex Libellus (Bittbüchlein) ist ein Beschwerdebrief des Konvents des Klosters Fulda gegen seinen Abt Ratgar, der im Jahre 812 Kaiser Karl dem Großen und in einer erweiterten Fassung 817 Kaiser Ludwig dem Frommen vorgelegt wurde. Er ist ein wichtiger Quellentext zur Geschichte der monastischen Reformbewegung Benedikts von Aniane im Zeitalter der karolingischen Renaissance. 
Ziel der Verfasser des Supplex Libellus war es, ein Eingreifen des Kaisers in den schweren Konflikt zwischen Abt und Konvent zu erreichen, der aus dem autoritären Führungsstil Ratgars, aus den Belastungen durch sein ehrgeiziges Bauprogramm  und aus den damit verbundenen administrativen Maßnahmen sowie Eingriffen in die überlieferte Liturgie und die Consuetudines (ergänzende Ausführungsbestimmungen zur Regel) des Klosters Fulda resultierte und nach mehreren vergeblichen Schlichtungsversuchen (für 809 und 812 sind Visitationen unter Leitung des Mainzer Erzbischofs Richulf bezeugt) schließlich in der Flucht eines Teils der Mönche aus dem Kloster gipfelte. Obwohl sich Ratgar zu seiner Rechtfertigung auf die Beschlüsse der vom Kaiser einberufenen Reformsynoden berufen hatte, war seine Stellung nun nicht länger haltbar. Ludwig der Fromme verfügte seine Absetzung und Verbannung. Das Kloster wurde für etwa ein Jahr unter kommissarische Leitung durch kaiserliche Missi (Sendboten) gestellt. In dieser Zeit wurde von diesen, Mönchen aus der Umgebung Benedikts von Aniane, die anianische Reform in Fulda eingeführt. Auf Initiative seines Nachfolgers, Abt Eigil, der als Verwandter des Gründerabtes Sturmi wahrscheinlich zu den Autoren des Supplex Libellus zählte, wurde Ratgar begnadigt und verbrachte den Rest seines Lebens († 835) als Mönch im Fuldaer Nebenkloster Frauenberg.

## Edition
Supplex Libellus monachorum Fuldensium Carolo imperatori porrectus, ed. Josef Semmler, in: Corpus Consuetudinum Monasticarum, Bd. 1, Siegburg 1963, S. 319–327